# Spathosternum curtum
Spathosternum curtum är en insektsart som beskrevs av Boris Petrovich Uvarov 1953. Spathosternum curtum ingår i släktet Spathosternum och familjen gräshoppor. Inga underarter finns listade i Catalogue of Life.